# Quire
Quire （页面存档备份，存于） 是一款專案協同管理軟體，由普奇科技開發，它的設計是為了改善團隊交流與合作、提高員工工作效率。  有別於傳統項目管理軟體，Quire樹狀結構的項目列表，可以讓繁多的待辦項目，有層次的分類管理。藉由網路可以與團隊成員線上即時互動溝通、協同合作，也支援離線操作。Quire主要是給大公司的小型團隊或是中小企業使用。主要功能包含：項目清單、看板、時間軸 、代辦事項、暫緩延遲事項、多合一資料夾、屬性過濾、實時協作等其他功能。

## 歷史
普奇科技（Potix Corporation）成立於2007年，它的主力產品ZK是一套Ajax開發框架，下載超過150萬人次。 Quire是普奇科技推出的專案管理軟體，於2014年8月發行供企業組織及個人用戶使用。
Quire 目前累計用戶已達近五十萬人，被數以千計的團隊使用，用戶團隊遍及不同領域，其中包含電商、教育、建築、外貿、會計、生產製造等。
- 2015年，推出德文版本。
- 2016年，提供iOS 手機應用程式。[7]
- 2018年，新增可視化看板功能[8] 和推出葡萄牙文版本。
- 2018年，提供手機應用程式，供用戶下載使用。
- 2019年，推出法文、西班牙文、日文版本。
- 2020年，相繼推出義大利文、土耳其文、俄羅斯文版本。
- 2021年，發布時間軸功能。[3]

## 架構
Quire在伺服器端和用戶端的程式皆採用谷歌最新的程式語言Dart。此外，Quire是在Rikulo Stream （页面存档备份，存于）, DQuery, Bootjack和PostgreSQL上架構的。
Quire也於2018年4月推出手機應用程式版本，讓用戶能隨時隨地和離線時管理自己的代辦事項。手機應用程式則是使用Google推出的軟體開發工具Flutter所打造。

## 竞争者
- Asana
- Basecamp
- Trello

## 参照
1. ↑  Johansson, Anna. . HuffPost. December 12, 2017  [2021-11-12]. （原始内容存档于2021-11-12） （英语）.
2. ↑  Lin, Nancy. . PR Web. October 24, 2011  [2015-05-28]. （原始内容存档于2015-07-27） （英语）.
3. 1 2  Chang, Peggy. . Product Hunt. January 20, 2021. （原始内容存档于2021-11-17） （英语）.
4. ↑  Pham, Vicky. . PRWeb. July 31, 2019. （原始内容存档于2021-11-17） （英语）.
5. ↑  . iThome. 2008-02-01. （原始内容存档于2021-11-17） （中文（繁體））.
6. ↑  . quire.io. （原始内容存档于2015-05-28） （英语）.
7. ↑  Chen, Crystal. . Quire & You. 2016-06-14. （原始内容存档于2022-04-12）.
8. ↑  Chen, Crystal. . Quire & You. July 23, 2018. （原始内容存档于2022-03-12）.
9. ↑  Simon, Pai. . Quire & You. 2014-09-03. （原始内容存档于2021-11-17） （英语）.
10. ↑  Jerry, Chen. . Quire & You. April 10, 2018. （原始内容存档于2021-11-17）.
11. ↑  Alton, Larry. . Forbes. June 22, 2017. （原始内容存档于2021-11-17） （英语）.

## 外部連結
- 官方網站 （页面存档备份，存于）
- 部落格 （页面存档备份，存于）
- 開發者 （页面存档备份，存于）